# Sao CEMP
Sao nghèo kim loại tăng cường carbon (Carbon enhanced metal poor stars), thường được gọi là sao CEMP, là một loại sao đặc biệt về mặt hóa học. Các ngôi sao CEMP có [C/Fe]> +1, có nghĩa là so với Mặt Trời, các ngôi sao này đã được tăng cường carbon ít hơn mười lần so với sắt và [Fe/H] <-1, có nghĩa là sắt ít hơn một phần mười trong Mặt Trời.
Chúng được phân loại thêm nữa bằng cách các yếu tố quá trình r hoặc quá trình s được tăng cường. CEMP-no là các sao không có sự tăng cường nào. Một số trong số này được hình thành sớm nhất trong Dải Ngân hà. Những phân loại khác được gọi là CEMP-r, CEMP-s hoặc CEMP-r/s. Các ngôi sao nghèo kim loại có nhiều khả năng là sao CEMP và một khi [Fe/H] <-5.0, thì tất cả các ngôi sao đều là sao CEMP.

## Phân loại nhỏ hơn
Các sao CEMP-r có [Eu/Fe]> +1 và [Ba/Eu] <0.
Các sao CEMP-s có [Ba/Fe]> +1 và [Ba/Eu]> +0,5  80% số sao CEMP thuộc loại này.
Các sao CEMP-r/s có [Ba/Eu] trong khoảng từ 0 đến +0,5, vì vậy chúng ở dưới mức cho các ngôi sao CEMP-s.
Các sao CEMP-no nào có [Ba/Fe] <0. Khoảng 20% số sao CEMP rơi vào loại này.